# E tū
Die E tū ist eine Gewerkschaft für Beschäftigte unterschiedlicher Branchen in Neuseeland.

## Namensherkunft
Der Name für die Gewerkschaft E tū wurde einem Lied der Māori entlehnt. In ihm heißt es:

E tū kahikatea

Hei whakapae ururoa

Awhi mai awhi atu

Tātou tātou e

was übersetzt bedeutet:

Steht wie der Kahikatea-Baum

Um den Stürmen zu trotzen

Umarmt euch und nehmt einander an

Wir sind zusammen eins

## Geschichte
Die Gewerkschaft wurde nach deren Angaben im General Purpose Financial report 1863, vermutlich mit der Engineering, Printing and Manufacturing Union als Vorläufer gegründet und dann im Oktober 2015 durch den Zusammenschluss der drei Gewerkschaften der Engineering, Printing and Manufacturing Union (EPMU), der Service and Food Workers Union (SFWU) und der Flight Attendants and Related Services Association (FARSA) neu geformt.
Die Gewerkschaft gibt an, dass ihr ältester Teil auf die Gründung der Carpenters Union im Jahr 1860 zurückreicht und bezieht sich sogar auf den Zimmermann Samuel Parnell, der 1840 in Wellington den Achtstundentag für sich erkämpfte.

## Gewerkschaft
Die Gewerkschaft vertritt Beschäftigte aus sechs verschiedenen Branchen, die da wären:
- Aviation (Luftfahrt)
- Communications (Kommunikation)
- Community Support (Gemeinschaftliche Unterstützung)
- Engineering, Infrastructure and Extractions (Technik, Infrastruktur und Gewinnung)
- Manufacturing and Food (Fertigung und Lebensmittel)
- Public and Commercial Services (Öffentliche und kommerzielle Dienstleistungen)

## Publikation
Mit der Neuformung der Gewerkschaft unter dem Namen E tū wurde im Dezember 2015 auch die erste Ausgabe des Gewerkschaftsmagazins E tū and you herausgegeben, das seinen aktuellen Namen aber erst mit der zweiten Ausgabe im Mai 2016 erhielt.